# Orgoglio e passione
Orgoglio e passione (The pride and the passion) è un film storico diretto e prodotto da Stanley Kramer nel 1957. È liberamente ispirato al romanzo The Gun di Cecil Scott Forester.

## Trama
Spagna, 1810. Anthony Trollope, un ufficiale inglese deve recuperare un enorme cannone abbandonato dalle truppe spagnole di fronte all'arrivo delle truppe napoleoniche e portarlo in Inghilterra via mare.
Prima di questo però concede a Miguel, capo dei guerriglieri locali, la possibilità di usarlo per entrare nella città di Avila, che però si trova lontano dal percorso da fare per raggiungere il mare. Durante il difficile viaggio per raggiungere la città nasce l'amore tra l'inglese e Juana, fidanzata di Miguel.
Dopo diverse liti e incomprensioni e una dura lotta fuori e dentro la città, la donna decide di stare al fianco di Miguel sacrificandosi con lui, e così il cannone verrà preso in possesso dal capitano.

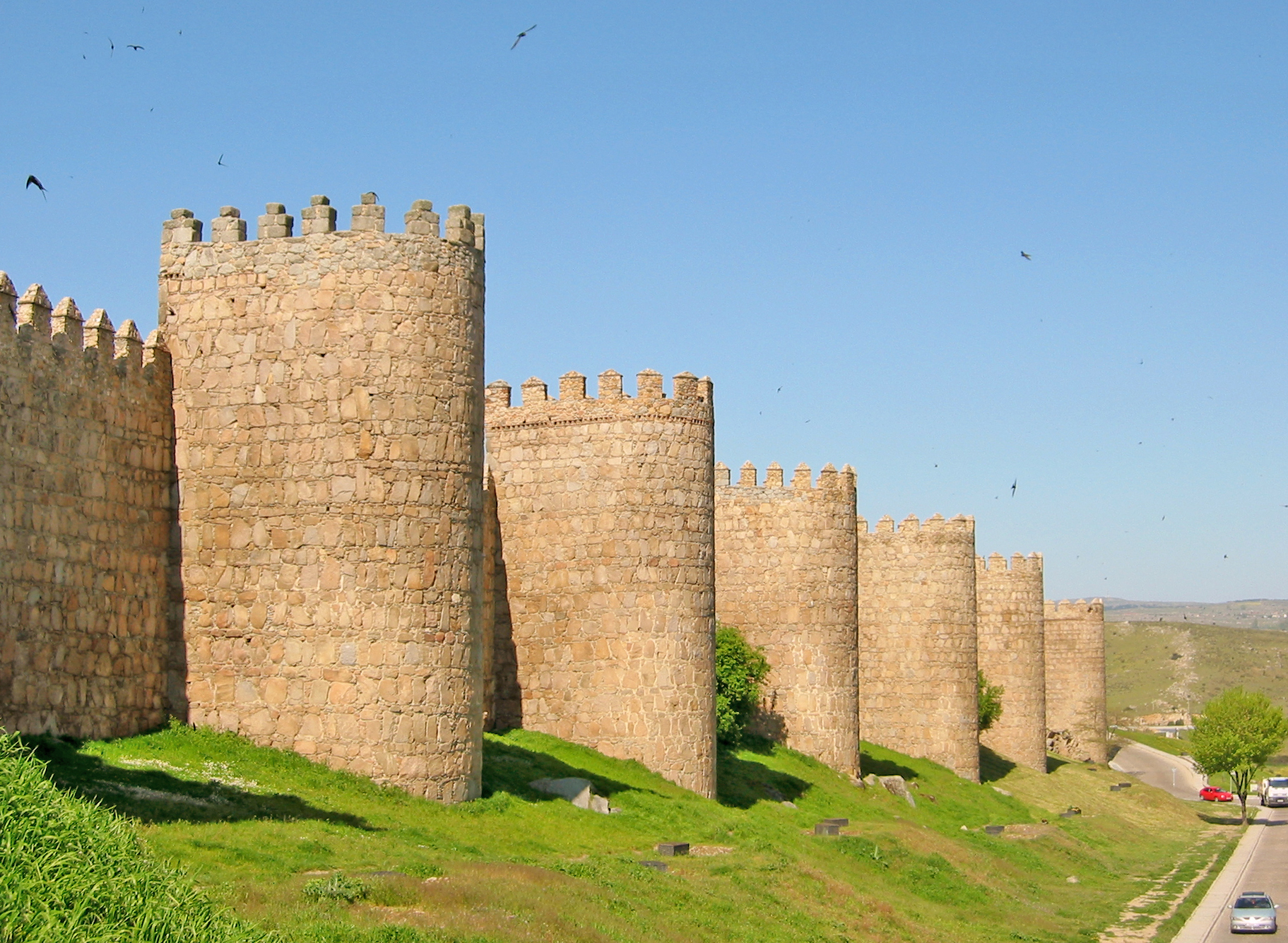
La Muraglia di Avila, luogo principale delle riprese del film

## Produzione
Orgoglio e passione rappresentò per Sophia Loren il primo film americano, interamente girato in Spagna, accanto alle storie legate alla lavorazioni ne sono nate altre relative ai rapporti tra le star coinvolte: l'attore inglese Cary Grant, ormai in crisi con la moglie Betsy Drake, rimase folgorato dal fascino della collega Italiana tanto da dichiararle, senza molto successo, il suo amore; il cantante di origine italiana Frank Sinatra, invece, aveva accettato il film solo perché cercava di risolvere i problemi coniugali con Ava Gardner impegnata nel film Il sole sorgerà ancora e chiese e ottenne dal regista di girare le sue scene nel minor tempo possibile per poterla seguire nei vari set - tra cui anche la Spagna - coinvolti nelle riprese del film tratto da Ernest Hemingway.